# 1974-es magyar fedett pályás atlétikai bajnokság
Az 1974-es magyar fedett pályás atlétikai bajnokság az első bajnokság volt, melyet február 23. és február 24. között rendeztek Budapesten, az Olimpiai Csarnokban. A versenyre 51 egyesület 300 férfi és 208 női indulót nevezett. Az első bajnoki címet Varjú Vilmos nyerte súlylökésben.

## Előzmények
A Magyar Atlétikai Szövetség 1966-tól szervezett fedett pályás versenyszezonokat. Ekkor csak a Kisstadion futófolyosólyán (2 sáv), a Tüzér utcában (30-38 méteres futószámok, súlylökés, távol- és magasugrás) később a Játékcsarnokban  (magas, rúd) rendezhettek fedett versenyeket. A közép- és hosszútávfutók csak szabadtéren tudtak versenyezni. 1972 januárjában adták át az Olimpiai Csarnokot. A 180 méteres, 4 sávos, rekortán borítású körpálya, a 60 méteres, 6 sávos egyenes futópálya, valamint az ugrószámok és a súlylökés pályái lehetővé tették teljes fedett pályás versenyek rendezését. 1973-ban még csak a nyílt Budapest-bajnokság volt a legrangosabb fedett pályás verseny. Végül 1974-ben sor került a magyar bajnokságra is. 

## Naptár
| február 23. | február 23.      | február 24. | február 24.       |
| Idő         | Esemény          | Idő         | Esemény           |
| ----------- | ---------------- | ----------- | ----------------- |
| 15:30       | magasugrás férfi | 12:30       | rúdugrás férfi    |
| 15:40       | súlylökés férfi  |             | 60 m gát férfi    |
| 16:30       | 60 m férfi       |             | 200 m férfi       |
| 16:40       | 60 m gát női     |             | hármasugrás férfi |
| 16:50       | távolugrás férfi |             | 4 × 180 m férfi   |
| 17:00       | 400 m női        |             | 60 m női          |
| 17:20       | 400 m férfi      |             | 800 m férfi       |
| 17:40       | 1500 m női       |             | 200 m női         |
| 17:50       | távolugrás női   |             | magasugrás női    |
| 18:00       | 1500 m férfi     |             | 3000 m férfi      |
| 18:20       | 4 × 180 m női    |             | 800 m női         |
|             |                  |             | súlylökés női     |

A selejtezőket délelőtt rendezték.

## Eredmények

### Férfiak
| Versenyszám | Arany                                                               | Arany   | Ezüst                                                  | Ezüst   | Bronz                                                          | Bronz   |
| ----------- | ------------------------------------------------------------------- | ------- | ------------------------------------------------------ | ------- | -------------------------------------------------------------- | ------- |
| 60 m        | Lépold Endre Pécsi MSC                                              | 6,71    | Gresa Lajos Ferencvárosi TC                            | 6,72    | Korona László Bp. Spartacus                                    | 6,72    |
| 200 m       | Fügedi József Újpesti Dózsa                                         | 22,2    | Farkas Tibor Bp. Honvéd                                | 22,3    | Rusznák Sándor Újpesti Dózsa                                   | 22,5    |
| 400 m       | Fekete Sándor Újpesti Dózsa                                         | 49,4    | Rusznák Sándor Újpesti Dózsa                           | 49,7    | Fügedi József Újpesti Dózsa                                    | 49,9    |
| 800 m       | Zsinka András Újpesti Dózsa                                         | 1:48,0  | Fekete Sándor Újpesti Dózsa                            | 1:50,1  | Szántó Tamás Újpesti Dózsa                                     | 1:50,8  |
| 1500 m      | Zsinka András Újpesti Dózsa                                         | 3:43,5  | Szántó Tamás Újpesti Dózsa                             | 3:47,4  | Golács Miklós BKV Előre                                        | 3:48,5  |
| 3000 m      | Török János Szegedi EOL                                             | 8:05,8  | Magyar Károly Csepel SC                                | 8:08,2  | Tóth Mihály BEAC                                               | 8:09,6  |
| 60 m gát    | Bognár László TFSE                                                  | 7,76    | Milassin Lóránd Bp. Honvéd                             | 7,76    | Kabarcz Zoltán BKV Előre                                       | 8,23    |
| 4 × 180 m   | Rusznák Sándor Árva István Máthé István Fügedi József Újpesti Dózsa | 1:20,8  | Petrovics Balczó Zoltán Vértesi Miklós Csaba Bp. Vasas | 1:24,7  | Vándor Béla Szántai Kiss János Fischer Sándor Róth Ferenc BEAC | 1:25,1  |
| magasugrás  | Kelemen Endre Újpesti Dózsa                                         | 220 cm  | Major István Bp. Honvéd                                | 220 cm  | Farkas Ferenc Diósgyőri VTK                                    | 212 cm  |
| rúdugrás    | Kalmár Mihály Bp. Spartacus                                         | 490 cm  | Steinhacker Róbert Bp. Spartacus                       | 490 cm  | Viskovits Károly Újpesti Dózsa                                 | 480 cm  |
| távolugrás  | Kalocsai Henrik Ganz-MÁVAG                                          | 762 cm  | Balogh Miklós Bp. Honvéd                               | 742 cm  | Kandár Tibor Bp. Honvéd                                        | 732 cm  |
| hármasugrás | Katona Gábor Bp. Honvéd                                             | 15,82 m | Kalocsai Henrik Ganz-MÁVAG                             | 15,74 m | Balogh Miklós Bp. Honvéd                                       | 15,66 m |
| súlylökés   | Varjú Vilmos Újpesti Dózsa                                          | 18,13 m | Várkonyi Gábor VM Egyetértés                           | 17,10 m | Vacsai Lajos Bp. Honvéd                                        | 16,12 m |

### Nők
| Versenyszám | Arany                                                      | Arany   | Ezüst                                                          | Ezüst   | Bronz                                                      | Bronz   |
| ----------- | ---------------------------------------------------------- | ------- | -------------------------------------------------------------- | ------- | ---------------------------------------------------------- | ------- |
| 60 m        | Bruzsenyák Ilona Újpesti Dózsa                             | 7,38    | Károly Zsuzsa Diósgyőri VTK                                    | 7,39    | Frank Dénesné Bp. Honvéd                                   | 7,50    |
| 200 m       | Orosz Irén Újpesti Dózsa                                   | 24,4    | Frank Dénesné Bp. Honvéd                                       | 24,6    | Szabó Ildikó Nyíregyházi VSC                               | 25,1    |
| 400 m       | Pusztai Éva Újpesti Dózsa                                  | 56,7    | Tóth Éva Bp. Honvéd                                            | 57,9    | Könye Irma Bp. Honvéd                                      | 58,8    |
| 800 m       | Völgyi Zsuzsa Bp. MEDOSZ                                   | 2:07,8  | Moravecz Ferencné Nyíregyházi VSC                              | 2:10,2  | Lipcsei Irén Debreceni MTE                                 | 2:10,4  |
| 1500 m      | Völgyi Zsuzsa Bp. MEDOSZ                                   | 4:20,0  | Pásztor Zsuzsa Szolnoki MÁV                                    | 4:32,5  | Ács Lajosné Kaposvári Dózsa                                | 4:34,0  |
| 60 m gát    | Bruzsenyák Ilona Újpesti Dózsa                             | 8,09    | Kiss Mária Ózdi Kohász                                         | 8,47    | Wieland Ilona TFSE                                         | 8,53    |
| 4 × 180 m   | Könye Irma Lukics Ildikó Tóth Éva Frank Dénesné Bp. Honvéd | 1:30,9  | Füle Zsuzsa Sebők Klára Horváth Erzsébet Havas Judit Bp. Vasas | 1:33,3  | Vajk Éva Bontóczky Kerényi Zsuzsa Pózna Miklósné BKV Előre | 1:36,1  |
| magasugrás  | Mátay Andrea MAFC                                          | 178 cm  | Rudolf Erika MAFC                                              | 178 cm  | Vaszkó Judit Szekszárdi Dózsa                              | 173 cm  |
| távolugrás  | Szabó Ildikó Nyíregyházi VSC                               | 629 cm  | Papp Margit Csepel SC                                          | 620 cm  | Balatoni Anna TFSE                                         | 598 cm  |
| súlylökés   | Bognár Judit Bp. Honvéd                                    | 17,90 m | Veress Éva MTK                                                 | 15,95 m | Armuth Edit Bp. Honvéd                                     | 15,30 m |

## Új országos rekordok
- férfi 800 m: Zsinka András (1:48,0)
- férfi 1500 m: Zsinka András (3:34,5)
- női 60 m gát: Bruzsenyák Ilona (8:09) csúcsbeállítás
- női 4 × 180 m: Bp. Honvéd; Könye, Lukics, Tóth, Frankné (1:30,9)
- női távolugrás: Papp Margit (620 cm); Szabó Ildikó (629 cm)
- női 200 m: Orosz Irén (24,4) csúcsbeállítás
- női súlylökés: Bognár Judit (17,90 m)